# Lapin Kulta

Logo des Lapin Kulta Biers

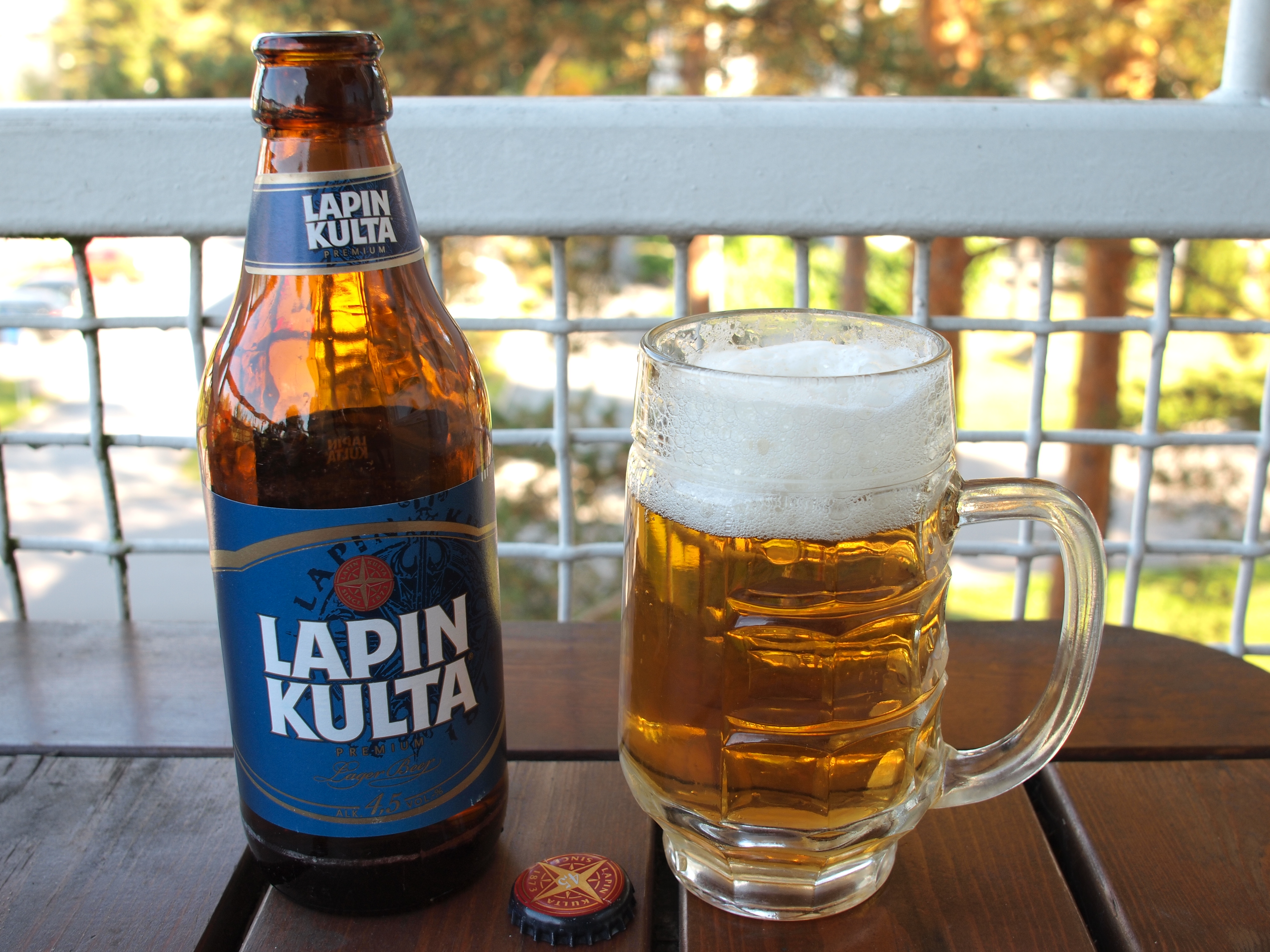
Flasche Lapin Kulta III

Lapin Kulta war eine finnische Brauerei. Sie wurde 1873 in der Stadt Tornio unter dem Namen Torneå Bryggeri Aktiebolag gegründet und änderte 1953 ihren Namen in Tornion Olut Oy. 1963 fusionierte Tornion Olut Oy mit dem Konzern Lapin Olut Oy zu Lapin Kulta Oy und begann sein Bier unter demselben Namen zu vertreiben. Lapin Kulta bedeutet „Das Gold Lapplands“.
Seit 1980 gehört Lapin Kulta zum Hartwall-Konzern und war die zweitgrößte Brauerei in Finnland. Die Marke Lapin Kulta war über eine lange Zeit die beliebteste Biermarke in Finnland, wurde aber im 21. Jahrhundert von den Konkurrenten Karhu und Olvi überholt. Im Jahre 2001 wurden allein in Finnland 123 Millionen Liter Lapin-Kulta-Bier verkauft. Im Herbst 2010 wurde die Brauerei geschlossen und die Produktion in andere Hartwall-Brauereien verlegt. Seit 2013 gehört Hartwall wiederum zu Royal Unibrew A/S in Dänemark, wo es inzwischen auch gebraut wird.

## Produkte
Unter der Marke Lapin  Kulta werden zurzeit folgende Biere vertrieben (Stand: September 2015):
- Lapin Kulta Arctic Malt Dark
- Lapin Kulta Arctic Malt Pils
- Lapin Kulta Arctic Malt Vaalea
- Lapin Kulta Premium Lager
- Lapin Kulta Premium Luomo Lager